# バーリヤ
バーリヤ（セルビア語・クロアチア語・ボスニア語: Balija）は、旧ユーゴスラビア諸国に見られる侮蔑の用語であり、主にセルビア人やクロアチア人がボシュニャク人を卑下する際に用いられる。バーリヤとは賎民を意味している。
セルビア人、クロアチア人とボシュニャク人の言語はほぼ同一であり、かつてはセルビア・クロアチア語と呼ばれていた。しかし、正教徒のセルビア人、カトリック教徒のクロアチア人に対し、ボシュニャク人の多くはイスラム教を信仰している。そのため、セルビア人やクロアチア人の民族主義者は、ボシュニャク人の先祖は自民族と同じであり、オスマン帝国がバルカン半島を支配した際、支配者に協力し、自民族を裏切り、キリスト教を棄教してムスリムになったと考えている。
ユーゴスラビア紛争、特にボスニア・ヘルツェゴビナ紛争では、ボシュニャク人はセルビア人やクロアチア人と対立し、多くのボシュニャク人が民族浄化の対象となった。その際、「バーリヤ」の語はセルビア人やクロアチア人によって頻繁に用いられた。

## 関連文献
- 佐原徹哉 (2008年3月20日). ボスニア内戦 グローバリゼーションとカオスの民族化. 日本、東京: 有志舎. ISBN 978-4-903426-12-9
- 岩田昌征 (1999年8月20日). ユーゴスラヴィア多民族戦争の情報像―学者の冒険. 日本: 御茶の水書房. ISBN 978-4275017703